# Dulcinea del Toboso

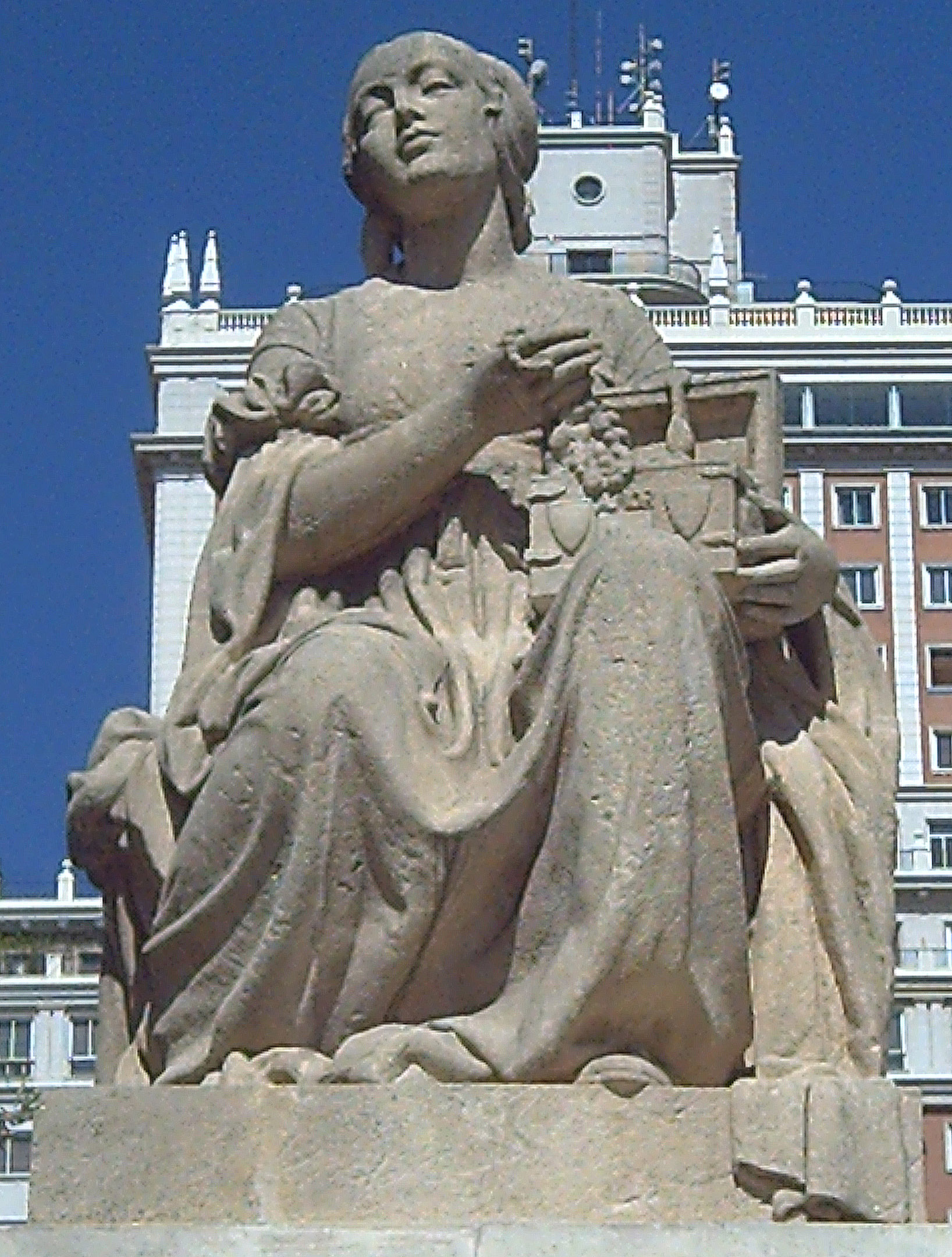
Skulptur föreställande Dulcinea utförd av Federico Coullaut-Valera år 1957. Plaza de España i Madrid.

Dulcinea del Toboso, oftast bara Dulcinea, är Don Quijotes älskade, som egentligen heter Aldonza.
Don Quijote har läst en stor mängd riddarromaner och tror att det som beskrivs i böckerna även existerar i verkligheten. Bland annat har han läst om att varje ädel riddare även har någon vacker kvinna som de är förälskade i och som de utför sina stordåd för. Efter det att Don Quijote bestämt sig för att själv bli till riddare letar han efter en ädel dam att bli kär i, "ty låt den vandrande riddaren utan kärlek vara ett träd utan löv eller frukt, en kropp utan själ". Han väljer bondens dotter som heter Aldonza Lorenzo som sin älskade, utan att hon någonsin får kännedom om hans kärlek. Han ger henne den påhittade titeln Dulcinea del Toboso. Han väljer namnet Dulcinea efter det spanska ordet dulce som kan betyda söt. Hennes namn ska vara passande för en prinsessa. Han kallade henne slutligen Dulcinea av Toboso, eftersom hon var infödd i Toboso.
I verkligheten är Aldonza känd för att jobba med att salta fläsk och Sancho Panza beskriver henne med "armar lika starka som hennes genomträngande röst". Men Don Quijote idealiserar sin ädla dam med all omöjlig charm som bara drömts om av den vildaste fantasi, med vilken poeterna har skänkt sina älskare. Hennes hår är guld, hennes panna en paradisets trädgård, hennes ögonbryn välvda regnbågar, hennes kinder rosor, hennes läppar koraller, hennes tänder pärlor. För honom blir Dulcinea en symbol för skönhet.
Under hela berättelsen begår Don Quijote upprepade gånger sina gärningar i sin älskade Dulcineas namn, utan att den verkliga Aldonza Lorenzo någonsin får veta om dem. För Don Quijote förblir Dulcinea en drömbild som de riktiga kvinnor han möter i sina äventyr inte kan nå upp till.